# Diplazium tamandarei
Diplazium tamandarei är en majbräkenväxtart som beskrevs av Eduard Rosenstock.
Diplazium tamandarei ingår i släktet Diplazium och familjen Athyriaceae. Inga underarter finns listade i Catalogue of Life.